# Отака хуйня, малята

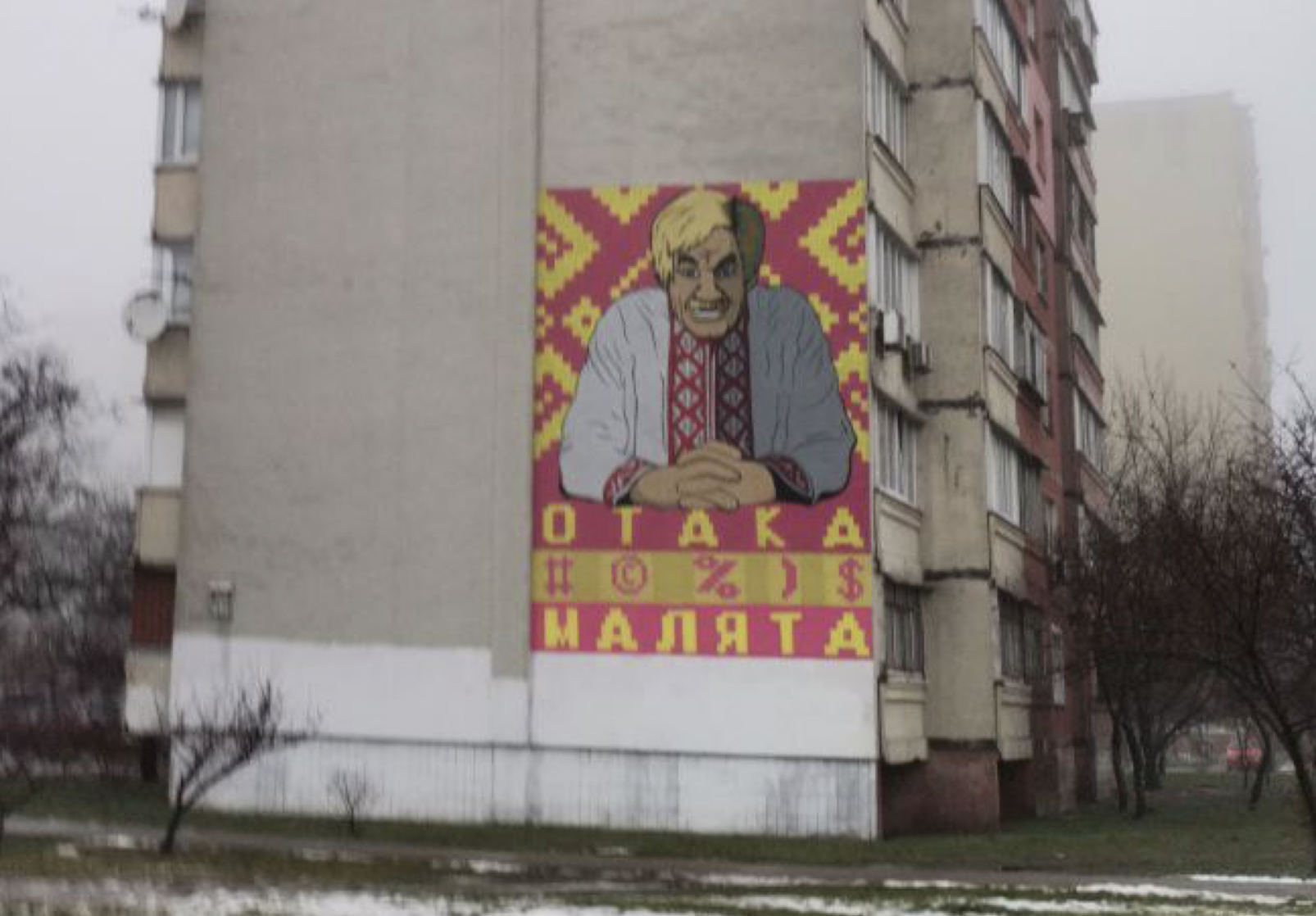
Графіті з висловом на стіні будинку на Троєщині

«Отака хуйня, малята» — популярний ненормативний крилатий вислів української мови, який, за відомою міською легендою, вперше застосував ведучий Петро Вескляров («Дід Панас») у прямому ефірі телепередачі «Вечірня казка» («На добраніч, діти», УТ-1) на початку 1980-х років.

## Достовірність легенди та її версії
Інформація про те, що актор та ведучий дитячої передачі Петро Вескляров дійсно сказав цей вислів у ефірі, набула широкої популярності як анекдотичний випадок. Не існує документального підтвердження легенди — передача транслювалася наживо. Водночас одна з біографій актора (можливо, єдина, що оцінює достовірність випадку) заперечує народні плітки, зауважуючи, однак, що з Вескляровим дійсно траплялися деякі ексцеси в прямому ефірі — наприклад, падіння зі стільця.
Цілком природно, що за таких умов виникло безліч фольклорних варіацій цієї історії та їхні відмінності полягають насамперед у деталях.

## Значення та вжиток
Вислів (та його м'якша форма «отака фігня, малята») широко вживається у значенні «такі-то справи», часто з негативним контекстом. Інколи вживається як цитата з посиланням на авторство телеперсонажа: «Отака хуйня, малята © Дід Панас».
Вислів потрапив до «Великого словника матюків» Олексія Плуцера-Сарно та використовується у творчості сучасних українських письменників, зокрема Юрія Покальчука й Ірени Карпи. Фраза вплинула на назву політично-гумористичної телепрограми «Отака дурня, малята. Вечірня казка від діда Богдана» Богдана Бенюка на Ukraine World News.

## Виноски
1. ↑  Передрук: «ДЕД ПАНАС» В ВОСПОМИНАНИЯХ СОВРЕМЕННИКОВ,. valya-15.livejournal.com. Процитовано 6 жовтня 2022.
2. ↑  Дід Панас – Петро Вескляров. Казкар, який видрімує хмари. www.ukrinform.ua (укр.). Процитовано 6 жовтня 2022.
3. ↑  Ukraine World News: канал із Бенюком, Жидковим і «стійкою національною позицією»